# クロスステッチ
クロスステッチとは手芸の種類のひとつ、または刺繡のステッチのひとつ。

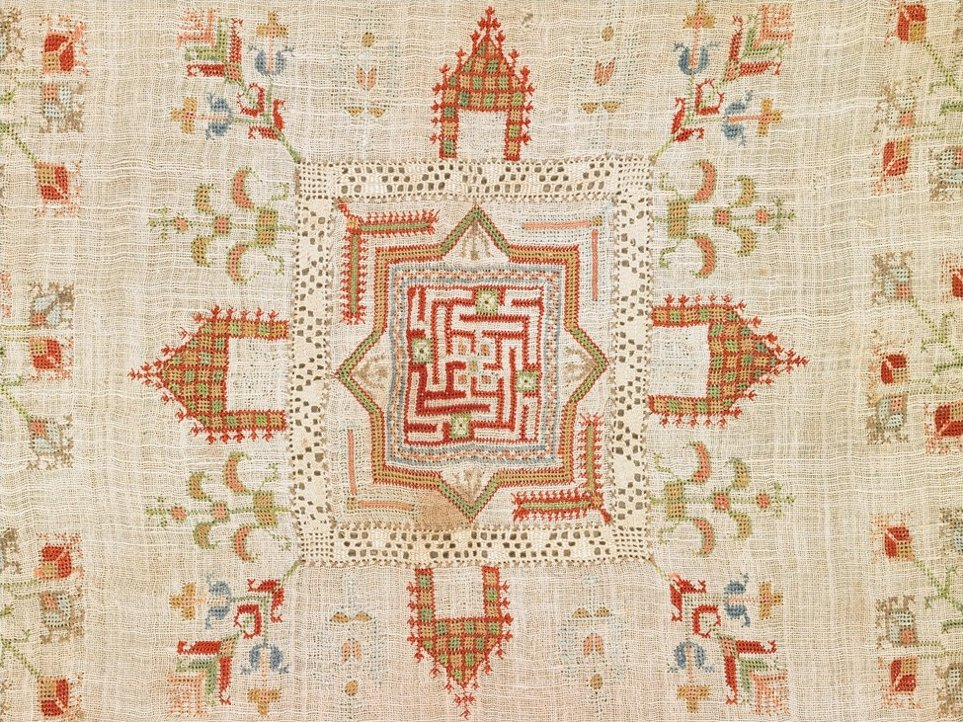
アルメニア、18世紀平織り､クロスステッチドロンワークレース｡ホノルル美術館蔵

## 概要

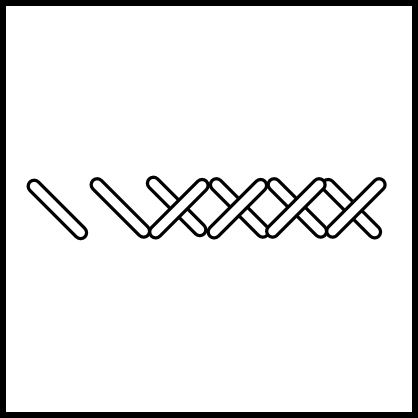
基本的なクロスステッチ

クロスステッチの名称通り、×印の縫い取りを布に並べることにより図案を表現する刺繡である。
フランス刺繡
などのように様々なステッチを使うことが無く、図案がマス目状に表現されるため図案通りの形に刺すことが比較的簡単に出来る。
そのため初心者や子供にも取っ付きやすく、刺繡キットではクロスステッチが一番数多く販売されている。

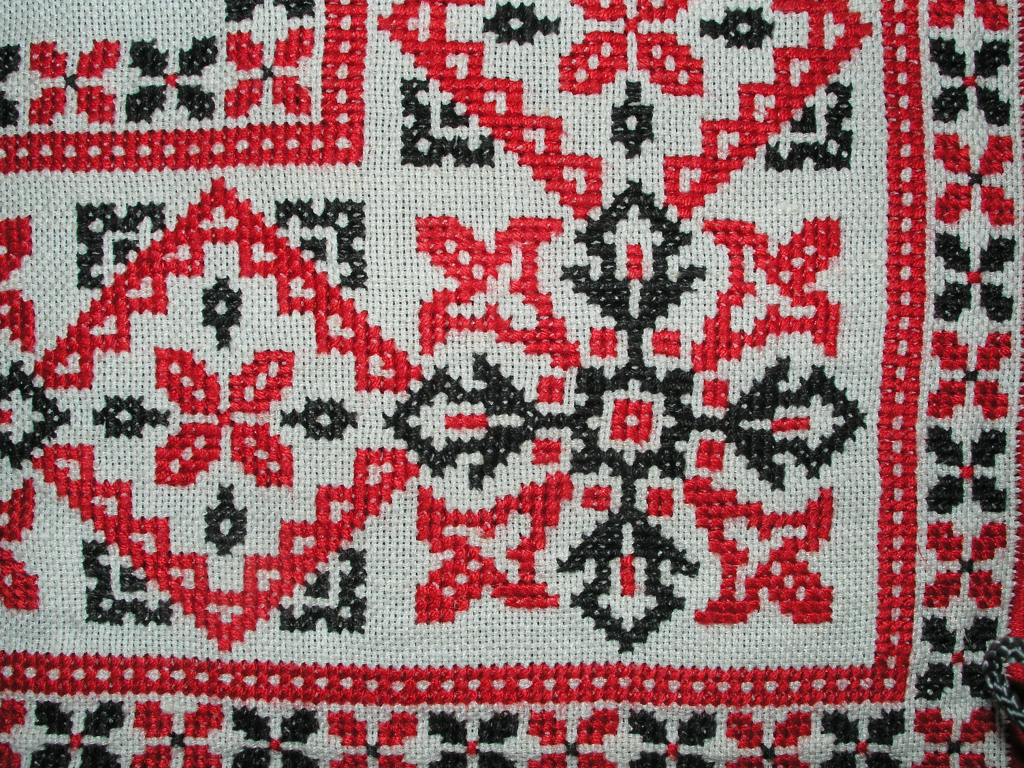
黒と赤色の綿のフロス(刺繍糸)、ハンガリー20世紀中期

## 用具

### 布地
基本的にどのような布地にも刺すことが出来るが一般的には、縦と横の織り目の間隔が同じになっている布地を使用する。
これらの布地はジャバクロス、アイーダ、刺繡用リネンなどと呼ばれている。
ジャバクロス・アイーダ
これらは、縦横の織り目の間を一定間隔で開けることにより点状の隙間が布地全体に格子状にあくように織った布地である。この点状の隙間に針を通す事により一定の大きさのステッチを刺すことが出来、また縦横が正しく直角な図案になる。また、織り目の間隔が同じであるので1つ1つのステッチが正方形となる。
刺繡用リネン
粗めに織ったリネン生地で、織り目の隙間が大きいため上述したジャバクロスと同じように使用することが出来る。
抜きキャンパス
上記以外の布にステッチをする場合、升目にゆるく織った布を使用しステッチする。
使い方はまず刺繡の図案より大きめに抜きキャンパスを切り、刺繡したい生地に針や糸などでとめつける。それから抜きキャンパスの織り目を頼りに刺繡を行い、刺繡が終了した時点で抜きキャンパスの縦糸、横糸を引き抜く。これにより刺繡のみが生地の上に残ることになる。

### 針
クロスステッチは、布の織り目の穴に針を通すため、先のとがった針を使用する必要が無い。そのため、クロスステッチ用の針は先端が丸くなっている。

## 現代のクロスステッチギャラリー

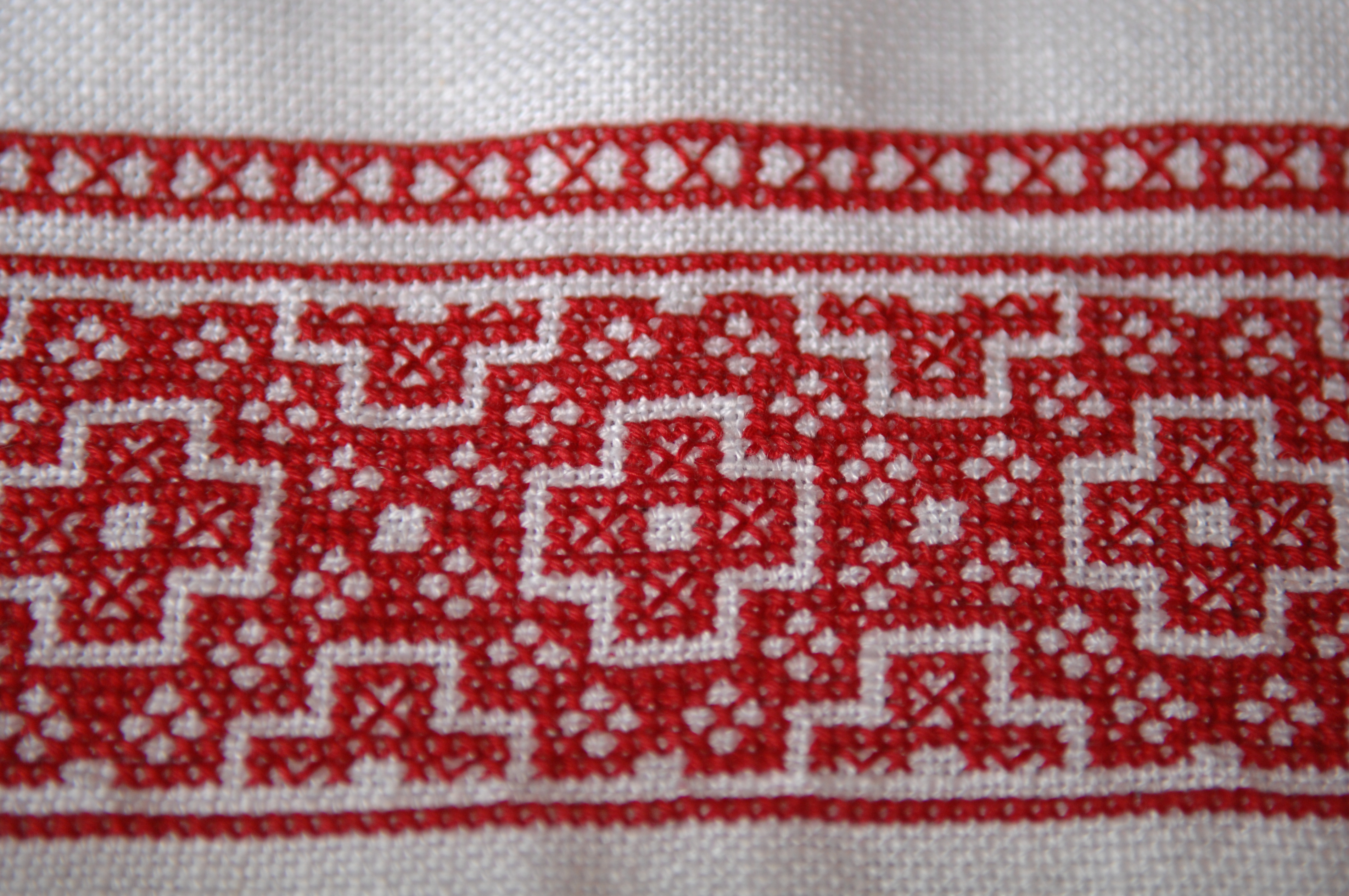
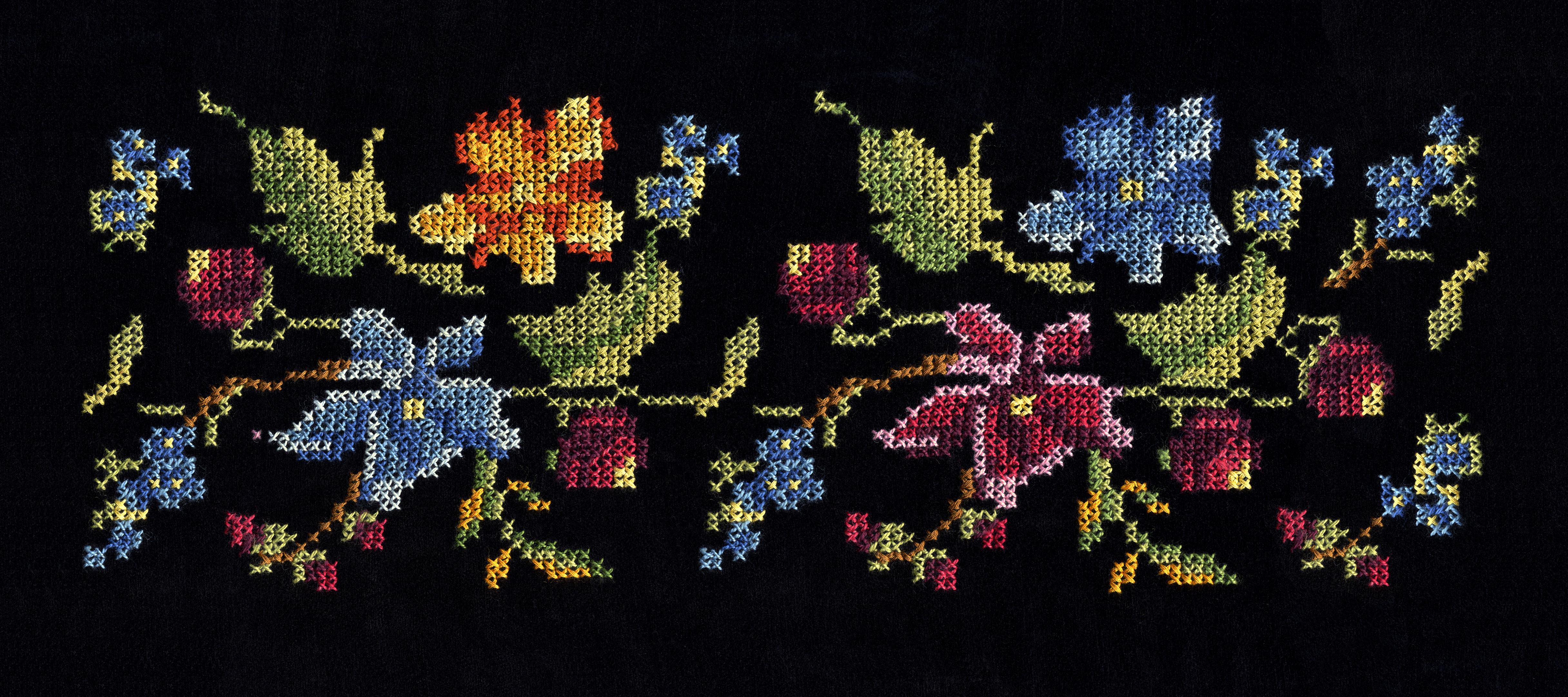
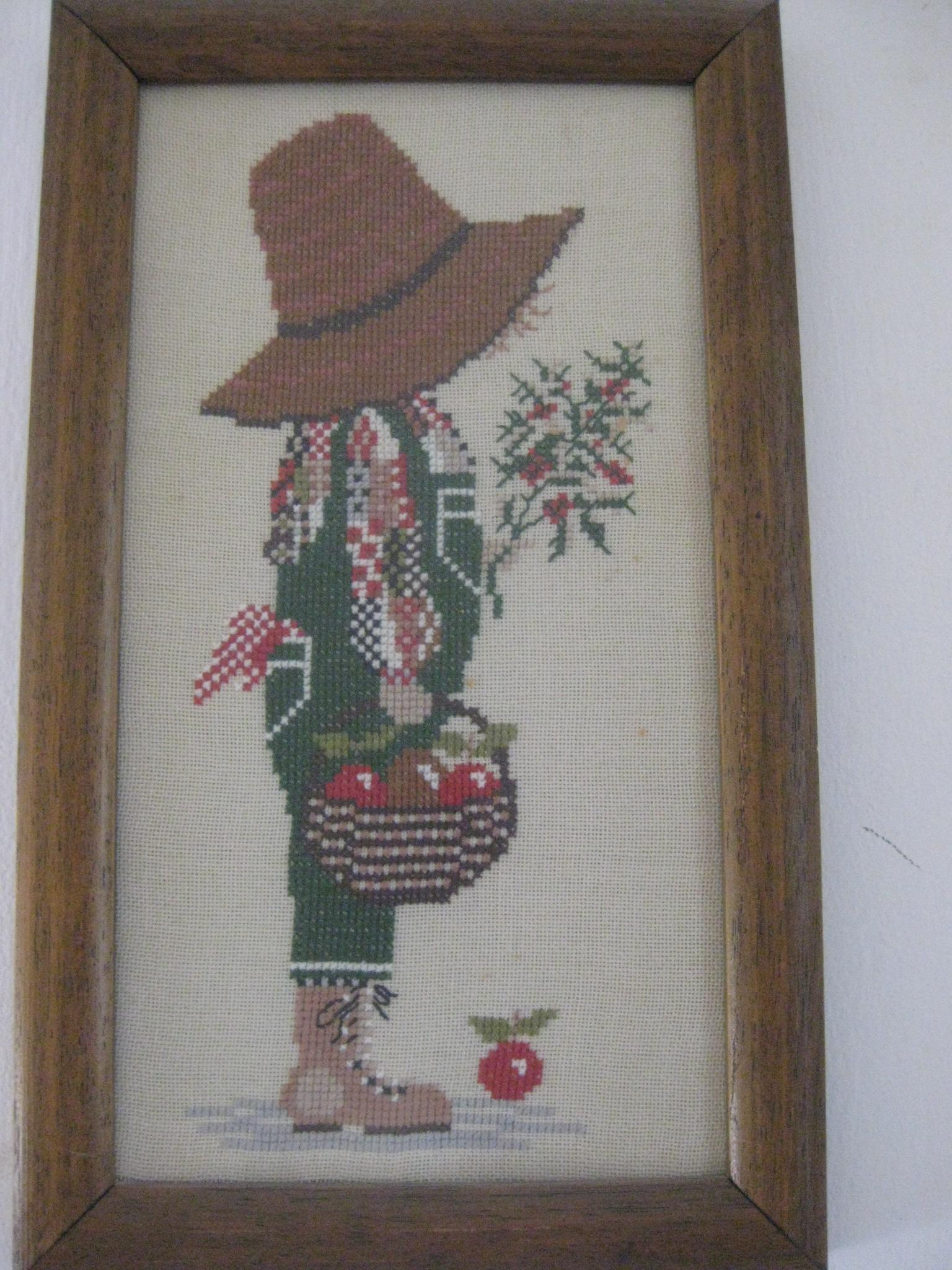
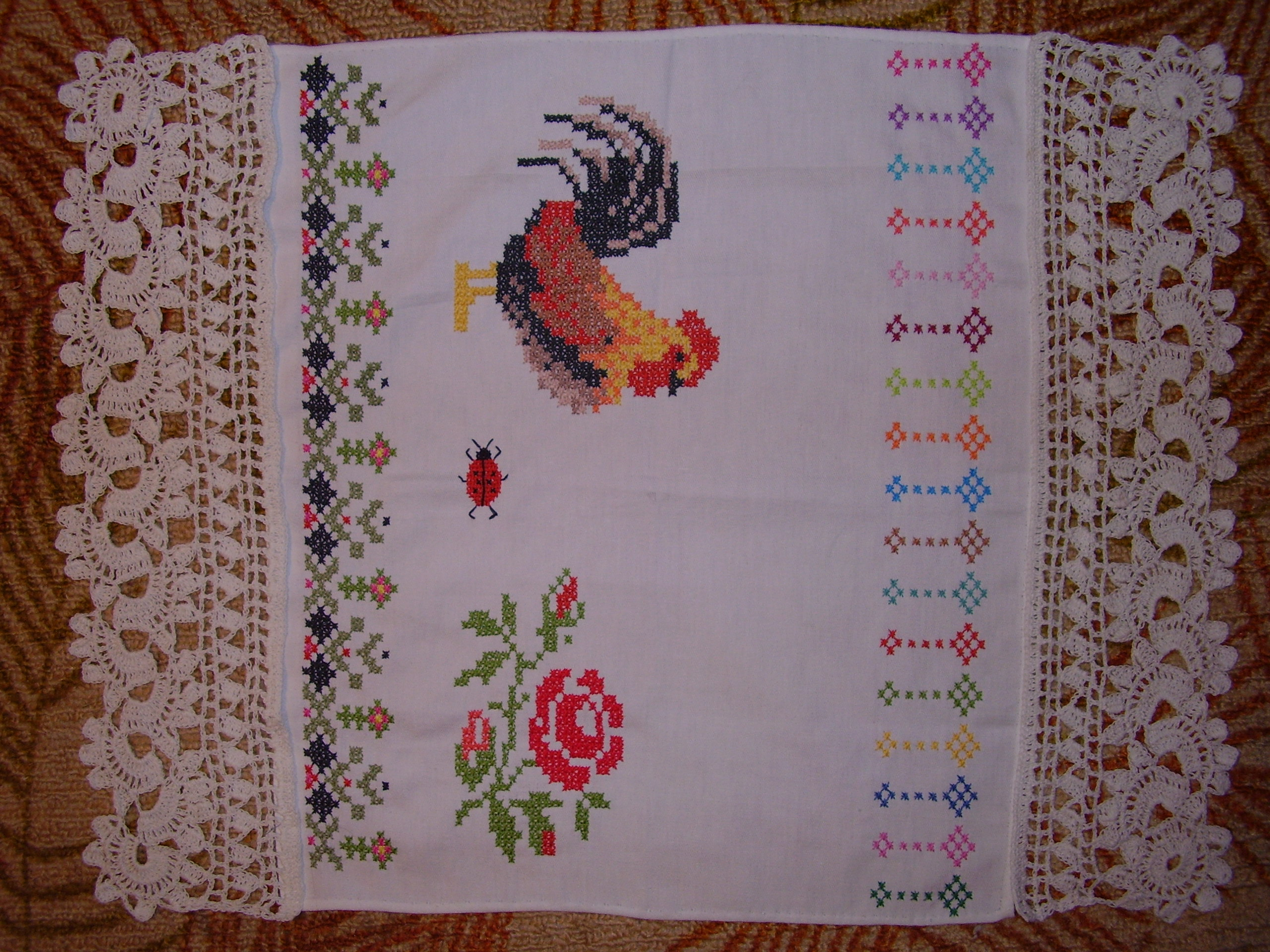